# Verein für sexuelle Gleichberechtigung
Der Verein für sexuelle Gleichberechtigung e. V. (VSG) war eine bedeutende Schwulen-Gruppe in München und bestand von 1974 bis 1998. Im Gegensatz zu vielen anderen schnelllebigeren Schwulengruppen war er ein langfristiger Bestandteil der Szene und wichtiger Anlaufpunkt. Er schuf die ersten nicht-kommerziellen Treffpunkte für Schwule und kümmerte sich erstmals um deren psycho-soziale Beratung. Zudem wurde er in seinen späten Jahren durch die Unterstützung von Selbsthilfe in der Pädophilie bekannt.

## Geschichte
Gegründet wurde der VSG 1974 im Rahmen der zweiten deutschen Schwulenbewegung. Er ging aus der überschuldeten und aufgelösten Münchner Ortsgruppe der IHWO (International Homosexual World Organisation) hervor. Mitglieder waren die eher bürgerlichen Schwulen (im Gegensatz zur eher studentisch und politisch links geprägten HAM bzw. HAG). Ende 1974 schlossen sich VSG und die studentische H. A. G. (Homosexuelle Aktions-Gemeinschaft) (mehrfacher Namenswechsel mit HAM (Homosexuelle Aktion München)) zusammen, um die Teestube zu gründen. Die Teestube (bis 1978) sollte ein Zentrum für alle Schwulen sein und die Emanzipation nach innen unterstützen.
1975 legte der VSG erstmals einen Kranz in der KZ-Gedenkstätte Dachau nieder, um an die verfolgten Homosexuellen während der Zeit des Nationalsozialismus zu erinnern. Dieser Opfergruppe war damals in der Öffentlichkeit die Präsenz verweigert. 1976 veranstaltete der VSG in München zusammen mit der Teestube das jährliche Pfingsttreffen der politischen Schwulengruppen. Die Teestube stand in dieser Zeit unter vorsorglicher Belagerung der bayerischen Polizei. Dennoch fand eine Spontandemonstration von etwa 200 Schwulen im Schlosspark Nymphenburg statt.
In den folgenden Jahren verlor der politische Arm der linken Schwulenbewegung an Bedeutung. Viele Mitglieder der HAM traten dem VSG bei, wodurch dieser vielfältiger wurde und erstarkte. 1980 organisierte der VSG unter Guido Vael, Rainer Schilling und Karl-Georg Cruse den ersten Christopher Street Day (CSD) in München, an dem etwa 100 bis 200 Personen teilnahmen. Von 1980 bis 1987 gab der VSG die schwule Zeitschrift kellerjournal heraus; initiiert auch von Guido Vael, Rainer Schilling und Karl-Georg Kruse, die die Ur-Redaktion bildeten. Der Name kellerjournal war eine Anspielung darauf, dass der VSG seine Vereinsräume bis 1984 im Keller eines Hauses in der Weißenburger Straße 26 im Stadtteil Haidhausen hatte.
Ein Rosa Telefon bot zweimal die Woche abends Beratung an, die Beratungsgruppe war die erste fachliche Schwulenberatung, deren Angebot allerdings nur im Blatt veröffentlicht werden konnte, weil die großen Tageszeitungen noch Inserate verweigerten. 1982 gab es interne Querelen zwischen der Führung und den jüngeren Mitgliedern. Der Vorstand schloss die Theater- und Jugendgruppe nach Kritik aus dem Verein aus. Diese gründeten als Reaktion eine eigene Gruppe, die HALT (Homosexuelle Alternative), eine weitere Dissens-Gruppe nannte sich Rosa Freizeit. Im Frühjahr 1983 organisierte der VSG nach dem Aufkommen von AIDS eine erste Infoveranstaltung im Vollmarhaus, die sehr gut besucht war und die erste Aufmerksamkeit für Prävention schuf. Im Januar 1984 gründete der VSG zusammen mit dem Münchner Löwen Club (MLC) und der Münchner Regionalgruppe Homosexuelle und Kirche (HuK) die Münchner Aids-Hilfe.
Ende der 1980er Jahre wurde es aufgrund der vielen anderen Gruppen ruhig um den VSG. Viele Mitglieder wanderten an das sub, des damaligen SchwuKK e. V. (Schwules Kultur- und Kommunikationszentrum) ab, viele engagierten sich in den Arbeitsgruppen der Aidshilfe. 1989 gibt der VSG sein 1984 eingerichtetes Zentrum an der Dachauer Straße 42 auf und wird Untermieter des SchwuKK. Die Telefonberatung wird vom Sub, dem Zentrum des SchwuKK e. V., sub-online übernommen.
Im Herbst 1994 wurde der VSG zur Mitgliedschaft in der International Lesbian and Gay Association (ILGA) über das Auswärtige Amt zur Pädo-Selbsthilfegruppe befragt, auch zur Mitgliederstärke der Gruppe (5). Der Grund lag in der unterschiedlichen Bewertung von politischen Forderungen zur Altersfreigabe der einvernehmlichen Pädophilie. Der Verein unterhielt eine Arbeitsgruppe zu diesem Thema, was der ILGA zum Zeitpunkt der Aufnahme des Vereines nicht bekannt gewesen war.
Die ILGA beantragte damals ihre Zulassung als NGO und UN-Status im Wirtschafts- und Sozialrat und akzeptiert keine Gruppen, die Forderung der Freigabe von Pädophilie unterstützen. Die ILGA suspendierte daraufhin den VSG zunächst von seiner Mitgliedschaft. Im Juni 1995 wurde der Ausschluss des VSG beschlossen.
1998 löste sich der VSG auf. Er sah seine Ziele als erreicht (Abschaffung des § 175 StGB und Aufstellen eines Gedenksteins im KZ Dachau) beziehungsweise als nicht erreichbar (Veränderung im Schutzalter Jugendlicher) an. Die Weiterführung der Selbsthilfegruppe im Sinne von Kein Täter werden in der Unterstützung von Pädophilen brachte weitere Untermiet-Problematiken. Die archivierten Unterlagen werden im Forum Queeres Archiv München katalogisiert (offener Bestand Kellerjournal, später Rosa Info / Bestand Gustl Angstmann / geschlossener Bestand Guido Vael).